# Фашинада
Фашинада је јединствена традиционална свечаност која се 22. јула сваке године одржава у Перашком акваторијуму Бококоторског залива. То је обичај насипања камења око острва Госпа од Шкрпјела, ради очувања статике овог вештачког острва. Становници насеља око залива баркама довозе камење до овог вештачког острва и затим га избацују око обале. У свечаности, праћеној народним песмама, учествују само мушкарци. Ова традиција се одржава од настанка острва, што је више од 500 година. Оно што је чини јединственом је то што се обичај никада није прекидао, ни за време ратова ни после земљотреса. Без обзира на то шта се дешавало, Фашинада се одржавала, па се тако одржала и 2020. године, у време пандемије корона вируса.
Овој манифестацији, односно фешти, присуствују Бокељи и туристи, јер Фашинада представља својеврсну културно-туристичку манифестацију. Године 2013. вај обичај је уврштен у нематеријалну културну баштину Црне Горе.
У част Фашинаде одржава се и Фашинада куп у организацији Једриличарког клуба „Лахор” из Котора.

## Назив манифестације
Ова манифестација је добила име по италијанској речи fascia, што значи трака или повез. Тако је названа јер барке, напуњене камењем и окићене јаблановим гранама, плове ка Госпи од Шкрпјела међусобно повезане.

## Разлог постојања манифестације
На дан 22. јула, када се по предању слави проналазак госпине слике или почетак изградње острва, Пераштани довлаче својим баркама камење и потапају га око њега. То се не ради самог обичаја, већ највише због практичне потребе. Море, нарочитоо зими, подрива тло испод острва па се на тим местима и набацује камење, како би се одржала статика.

## Историја
Госпа од Шкрпјела је једино вештачко острво у Средоземљу. Површине је 3.030 м2.
Према предању, острво Свети Ђорђе је вековима било усамљено уовом делу Бококоторског залива, а стотинак метара даље налазила се само једна хрид или шкрпјел, како се каже у овом делу Црне Горе. На Светом Ђорђу тада се налазило гробље на коме су Пераштани сахрањивали своје мртве (Црно острво). Дана 22. јула 1452. године браћа Мартешић су, са свог брода, опазили да крај хриди плута икона Госпе (Богородице). Донели је у цркву Светог Николе, али је следећег јутра она осванула поново на хриди. У међувремену се један од браће рибара разболео и исто тако чудом оздравио. Поморци су ово схватили као знак и жељу божију да се култ Госпе поштује у њиховом граду. Зато су решили да баш ту, у сред мора, саграде цркву. Требало је прво направити место за цркву, па су почели да праве острво. Довукли су старе једрењаке и стотинак уградили у темеље, а затим чамцима довлачили и камене громаде. Пераштани су током векова, насипањем камења и потапањем старих једрењака, наставили да повећавају површину острва. До почетка 17. века потопљено је стотинак бродова, међу којима је било и заробљених турских лађа. До 1603. године острво је добило своју контуру, а затим је саграђена мала капела у којој је постављена икона Госпе.
Већа црква саграђена је 1630. године, али је била оштећена у земљотресу 1667. Осим природним катастрофама острво је било изложено турским и гусарским нападима. После овог земљотреса барокна црква је обновљена уз доградњу капеле са осмоугаонном куполом, у којој се налази главни олтар из 1722. Данашњи облик светиште је добило 1725. године, а црква је освећена 1736. Округли звоник, јединствен по облику на Јадрану, структуру највероватније дугује одбрамбеној улози. У земљотресу 1979. црква је поновно оштећена, али је санирана.
У прошлости је било кажњиво ако се неко не би одазвао, односно не би извео барку из мандраћа и био део овог древног обичаја. Била је то обавеза сваког Пераштанина. По старим одредбама церемонијала, 21. јула увече по Перасту би се огласила капетанова наредба да се нико не сме удаљити изван града, под претњом казне од пет дуката. Све барке, велике и мале, морале су пођу на Фашинаду. Онај ко није имао своју барку могао је ићи са неким другим. Један од прокуратора на острву избројао би барке.

## Ток свечаности данас
Свечаност почиње тако што се мештани спонтано окупљају пред залазак сунца и изводе своје барке испред мандраћа[b] и везују се у један конвој.
Свечаност почиње тако што се мештани 22. јула спонтано окупљају пред залазак сунца и изводе своје барке испред мандраћа и везују се у један конвој. Барке су напуњене камењем и окиђене зеленилом. Младићи под управом војводе, накрцају камењем велику барку о трошку Општине у источном делу Пераста – Лука, понта Ђуришића. У једном периоду прва барка је била чамац Шкоља, у којој су били свештеник, градоначелник, веслачи и певачи, затим би следила велика барка напуњена камењем. У новије време, прва барка је барка мештанина. У њој су жупник, неколико угледних грађана из Пераста, певачи и веслачи. Придружују им се међусобно повезане и друге барке пуне камења и окиђене зеленилом. Поворка креће од места Пошова, из правца Котора и креће се дуж обале до Музеја града Пераста, односно Пјаце (трга) св. Николе, где скреће према острву. Када барке стигну до овог вештачког острва баца се камење око њега, како би се одржала статика. Фешта се завршава вечером на острву. У поворци учествују искључиво мушкарци, потомци славних Пераштана, затим перашки жупник и чланови Бокељске морнарице који пјевају старе песме бугарштице. Кад прва барка зађе иза острва, барке се одвезују и баца се камење на она места на којима је најпотребније ради јачања подлоге острва. Обичај је да се барке дочекају свечаним звоњењем звона. Фешта се завршава вечером на острву.
Пут којим поворка барки иде према острву симболизује тешке дане турске окупације Боке од Рисна до Херцег Новог. Такође и одсуство жена у самој поворци симболизује то време. Присуство свештеника и градоначелника у првој барци, која предводи поворку, симболизује нераскидиву везу живота и вере, која карактерише древна времена Боке. Певање архаичних перашких бугарштица, музика је расположења и весеља које је пратило напоре древног живота пераштана. Певачи почињу песму Ој, весела веселице, од Пошова до Пјаце св. Николе а када скрену према острву пева се Двоје ми драго заспало. Обичај да се барке ките зеленилом настао је 1921. године. На фашинади нема застава, а разлог је тај што се, према древним обичајима, заставе скидају после заласка сунца и никада се не вију ноћу.
Свечаност се одржава сваке године 22. јула, на дан кад је, према предању, пронађена икона. Најмањи број барки забиљезен је 1909. године, свега две, а највећи 1973. када их је у поворци било 50.

## Фашинада куп
Од 2002. године, од 20. до 22. јула у Бококоторском заливу се одржава међународна једриличарска регата „Фашинада куп”. Једри се у акваторијуму Боке которске, на потезу од Пераста до Тивта. Једрилице и једриличари се такмичe у класама Крсташ, Hobie Cat, Ј/70 и оједрене барке. Фашинада куп се ослања на преко пола миленијума стар перашки народни обичај – Фашинаду.